# Golop
Golop là một thị trấn thuộc hạt Borsod-Abaúj-Zemplén, Hungary. Thị trấn này có diện tích 9,43 km², dân số năm 2010 là 575 người, mật độ 61 người/km².